# × (Album)
× („Multiply“) ist das zweite Studioalbum des britischen Popsängers Ed Sheeran aus dem Jahr 2014.

## Hintergrund
Die Erstveröffentlichung von × erfolgte am 20. Juni 2014 durch das Musiklabel Atlantic Records. In den folgenden Jahren erschienen diverse verschiedene Ausführungen, die auf verschiedenen Medien um weitere Bonusinhalte erweitert wurden. Das Original setzt sich aus zwölf Aufnahmen zusammen. Die Lieder wurden alle von Sheeran selbst geschrieben und komponiert, der dabei von weiteren Koautoren unterstützt wurde.

## Titelliste
1. One – 4:12
2. I’m a Mess – 4:04
3. Sing – 3:55
4. Don’t – 3:39
5. Nina – 3:45
6. Photograph – 4:19
7. Bloodstream – 4:59
8. Tenerife Sea – 4:01
9. Runaway – 3:25
10. The Man – 4:10
11. Thinking Out Loud – 4:41
12. Afire Love – 5:14

## Rezension
David Maurer, Kritiker bei laut.de, resümierte in seiner Albenkritik ×: „[…] „×“ ist letztendlich präzise auf seine Zielgruppe zugeschnitten und macht dort eine gute Figur. Mehr aber auch nicht.“

## Kommerzieller Erfolg

### Chartplatzierungen
| ChartsChartplatzierungen       | Höchstplatzierung | Wochen |
| ------------------------------ | ----------------- | ------ |
| Deutschland (GfK)              | 1 (203 Wo.)       | 203    |
| Österreich (Ö3)                | 2 (140 Wo.)       | 140    |
| Schweiz (IFPI)                 | 1 (216 Wo.)       | 216    |
| Vereinigte Staaten (Billboard) | 1 (314 Wo.)       | 314    |
| Vereinigtes Königreich (OCC)   | 1 (442 Wo.)       | 442    |

| ChartsJahrescharts (2014)      | Platzierung |
| ------------------------------ | ----------- |
| Deutschland (GfK)              | 9           |
| Österreich (Ö3)                | 35          |
| Schweiz (IFPI)                 | 9           |
| Vereinigte Staaten (Billboard) | 21          |
| Vereinigtes Königreich (OCC)   | 1           |

| ChartsJahrescharts (2015)      | Platzierung |
| ------------------------------ | ----------- |
| Deutschland (GfK)              | 9           |
| Österreich (Ö3)                | 26          |
| Schweiz (IFPI)                 | 4           |
| Vereinigte Staaten (Billboard) | 2           |
| Vereinigtes Königreich (OCC)   | 2           |

| ChartsJahrescharts (2016)      | Platzierung |
| ------------------------------ | ----------- |
| Deutschland (GfK)              | 93          |
| Schweiz (IFPI)                 | 54          |
| Vereinigte Staaten (Billboard) | 37          |
| Vereinigtes Königreich (OCC)   | 20          |

| ChartsJahrescharts (2017)      | Platzierung |
| ------------------------------ | ----------- |
| Deutschland (GfK)              | 45          |
| Österreich (Ö3)                | 38          |
| Schweiz (IFPI)                 | 33          |
| Vereinigte Staaten (Billboard) | 50          |
| Vereinigtes Königreich (OCC)   | 6           |

| ChartsJahrescharts (2018)      | Platzierung |
| ------------------------------ | ----------- |
| Schweiz (IFPI)                 | 67          |
| Vereinigte Staaten (Billboard) | 63          |
| Vereinigtes Königreich (OCC)   | 22          |

| ChartsJahrescharts (2019)      | Platzierung |
| ------------------------------ | ----------- |
| Vereinigte Staaten (Billboard) | 112         |
| Vereinigtes Königreich (OCC)   | 41          |

| ChartsJahrescharts (2020)    | Platzierung |
| ---------------------------- | ----------- |
| Vereinigtes Königreich (OCC) | 52          |

| ChartsJahrescharts (2021)    | Platzierung |
| ---------------------------- | ----------- |
| Vereinigtes Königreich (OCC) | 55          |

| ChartsJahrescharts (2022)    | Platzierung |
| ---------------------------- | ----------- |
| Vereinigtes Königreich (OCC) | 62          |

### Auszeichnungen für Musikverkäufe
| Land/Region                  | Auszeichnungen für Musikverkäufe (Land/Region, Auszeichnung, Verkäufe) | Verkäufe    |
| ---------------------------- | ---------------------------------------------------------------------- | ----------- |
| Argentinien (CAPIF)          | Gold                                                                   | 15.000      |
| Australien (ARIA)            | 10× Platin                                                             | 700.000     |
| Belgien (BRMA)               | Gold                                                                   | 15.000      |
| Brasilien (PMB)              | 2× Platin                                                              | 80.000      |
| Dänemark (IFPI)              | 10× Platin                                                             | 200.000     |
| Deutschland (BVMI)           | 4× Platin                                                              | 800.000     |
| Europa (IFPI)                | 2× Platin                                                              | (2.000.000) |
| Finnland (IFPI)              | 3× Platin                                                              | 60.000      |
| Frankreich (SNEP)            | 2× Platin                                                              | 200.000     |
| Irland (IRMA)                | 14× Platin                                                             | 210.000     |
| Italien (FIMI)               | 3× Platin                                                              | 150.000     |
| Kanada (MC)                  | Diamant                                                                | 800.000     |
| Malaysia (RIM)               | Gold                                                                   | 5.000       |
| Mexiko (AMPROFON)            | 3× Platin                                                              | 180.000     |
| Neuseeland (RMNZ)            | 16× Platin                                                             | 240.000     |
| Niederlande (NVPI)           | Gold                                                                   | 25.000      |
| Norwegen (IFPI)              | Gold                                                                   | 15.000      |
| Österreich (IFPI)            | 3× Platin                                                              | 45.000      |
| Polen (ZPAV)                 | Diamant                                                                | 100.000     |
| Portugal (AFP)               | Platin                                                                 | 15.000      |
| Schweden (IFPI)              | Platin                                                                 | 40.000      |
| Schweiz (IFPI)               | 2× Platin                                                              | 40.000      |
| Singapur (RIAS)              | 4× Platin                                                              | 40.000      |
| Spanien (Promusicae)         | Gold                                                                   | 20.000      |
| Ungarn (MAHASZ)              | Platin                                                                 | 2.000       |
| Vereinigte Staaten (RIAA)    | 6× Platin                                                              | 6.000.000   |
| Vereinigtes Königreich (BPI) | 13× Platin                                                             | 3.900.000   |
| Insgesamt                    | 6× Gold · 100× Platin · 2× Diamant ·                                   | 13.882.000  |

Hauptartikel: Ed Sheeran/Auszeichnungen für Musikverkäufe